# لوسيفر 1930
لوسيفر 1930 هو حزام رئيسي من الكويكبات والذي تم اكتشافه في 29 أكتوبر 1964 من قبل العالمة الفلكية إليزابيث رومر في فلاغستاف (USNO).
و تمت تسميته نسبة إلى الشخصية الموجودة في الميثولوجيا الإغريقية لوسيفر.

## وصلات خارجية
- JPL Small-Body قاعدة بيانات بمعلومات لوسيفر 1930